# Iker Zubizarreta
Iker Joseba Zubizarreta, né le 18 mai 1962, est un footballeur vénézuélien des années 1980. Il débute le football au Deportivo Vasco avant d'évoluer au Loyola Sport Club.

## Biographie
En tant qu'attaquant, il participe avec le Venezuela aux Jeux olympiques 1980. Ne jouant que les deuxième et troisième matchs en tant que titulaire, il inscrit en tout deux buts, un dans chaque rencontre (un contre Cuba et un contre la Zambie). Néanmoins, le Venezuela est éliminé au premier tour.
Il porte aussi le maillot de la Vinotinto aux Jeux centraméricains en 1982, remportant une médaille d'or, et les Jeux panaméricains 1983.
Il est le petit-fils de Félix Zubizarreta (en), joueur espagnol de l'Athletic Bilbao, qui remporta la Copa del Rey en 1915 et 1916.